# Codon-stop

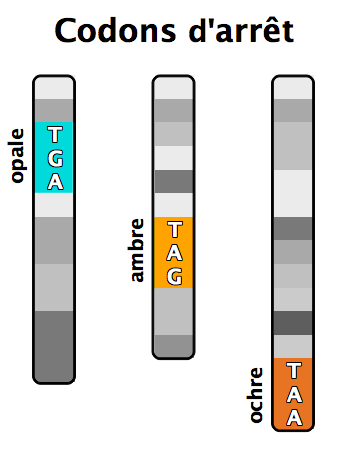
Les trois codons qui arrêtent la traduction d'une séquence codant une protéine.

Un codon-stop, codon de terminaison ou encore codon non-sens est l'un des trois codons (parmi les 64 codons du code génétique) qui marquent la fin de la traduction d'un ARNm en protéine. Il n'est en général jamais traduit car il n'existe pas d'ARN de transfert correspondant. Le codon UGA peut cependant, dans les cas exceptionnels des sélénoprotéines, coder une sélénocystéine ; cet acide aminé rare est alors incorporé à l'aide de signaux supplémentaires présents sur l'ARN messager et d'un ARN de transfert particulier. De la même manière, il a été montré que chez certaines archées méthanogènes, le codon UAG peut coder un acide aminé, la pyrrolysine. Une mutation ponctuelle qui donne naissance à un codon d'arrêt est appelée une mutation non-sens.
Les trois codons-stop sont :
- UAA (ocre)
- UAG (ambre)
- UGA (opale)

Lorsque le ribosome arrive au niveau d'un codon stop, ce dernier interagit avec des facteurs de terminaison ou RF (Release factor) au niveau du site A. Ceci déclenche une cascade d'évènements aboutissant à l'hydrolyse de la liaison ester entre la protéine terminée et l'extrémité 3'-OH de l'ARNt fixé au dernier codon. Chez les bactéries, il existe deux facteurs de terminaison pour reconnaître les trois codons-stop, RF1 et RF2.
Des mutations au niveau des gènes d'ARNt peuvent modifier la séquence de leur anticodon, avec pour conséquence que celui-ci devient complémentaire d'un codon stop. On appelle ces ARNt des ARNt suppresseurs de non-sens (en abrégé, des ARNt suppresseurs). Dans certaines conditions, ces ARNt permettent de traduire les codons stop, notamment ceux qui résultent de mutations dans des gènes codant des protéines.

## Histoire des dénominations
La dénomination du codon ambre remonte à 1960 et à l'étude de la génétique du bactériophage T4. Une méthode de base de la génétique est la recherche de mutations et des suppresseurs associés. Dans le cadre de recherches de ce type, un étudiant de Caltech à Pasadena, Harris Bernstein, a été recruté pour effectuer l'isolement de mutations spécifiques d'une lignée de bactéries, en contrepartie d'être autorisé à nommer les mutations découvertes. Le travail pour effectuer ces isolements demande d'étaler et analyser des centaines de cultures bactériennes sur boîtes de Petri. Harris Bernstein ne donna pas directement son nom aux mutations qu'il isola, mais sa traduction en anglais : Amber (Ambre). En 1965 le nom d'ocre fut donné à un autre jeu de mutations n'ayant pas le même suppresseur. La nature de la mutation, apparition des codons stop UAG et UAA, ne fut identifiée qu'après leur dénomination. Le nom opale est apparu en 1967 avec l'identification d'un nouveau jeu de mutations caractérisé par l'apparition du codon UGA.